# Cotylea
Cotylés
Sous-ordre
Les Cotylea (en français, Cotylés) sont un sous-ordre de vers plats de l'ordre des Polycladida.

## Description
Essentiellement marins, les cotylés se distinguent des acotylés par la position de la bouche, située dans la moitié antérieure du corps. Ils possèdent une ventouse ventrale, appelée cotylé, situé dans l'axe central en arrière des orifices buccal et génitaux. Ce cotylé peut prendre la forme d'une petite dépression ou d'un petit bourrelet combinant des fonctions musculaires et adhésives.

## Systématique

### Sous-ordre des Cotylea
Le nom valide complet (avec auteur) de ce taxon est Cotylea Lang, 1884.
Le sous-ordre des Cotylea a pour synonymes les super-familles suivantes :
- Cestoplanoidea Bahia, Padula & Schrödl, 2017
- Chromoplanoidea Bahia, Padula & Schrödl, 2017
- Euryleptoidea Faubel, 1984

### Sous-taxons de Cotylea
| Selon la base de données World Register of Marine Species (20 novembre 2023), le sous-ordre des Cotylea se décompose comme suit en super-famille et familles : - Sous-ordre des Cotylea : - Super-famille des Anonymoidea Dittmann, Cuadrado, Aguado, Noreña & Egger, 2019 - Famille des Anonymidae Lang, 1884 - Famille des Chromoplanidae Bock, 1922 - Super-famille des Boninioidea Dittmann, Cuadrado, Aguado, Noreña & Egger, 2019 - Famille des Amyellidae Faubel, 1984 - Famille des Boniniidae Bock, 1923 - Famille des Theamatidae Marcus, 1949 - Famille des Cestoplanidae Lang, 1884 - Famille des Dicteroidae Faubel, 1984 - Famille des Diposthidae Woodworth, 1898 - Super-famille des Ditremagenioidea Faubel, 1984 - Famille des Ditremageniidae Palombi, 1928 - Famille des Euryleptidae Stimpson, 1857 - Super-famille des Opisthogenioidea Faubel, 1984 - Famille des Opisthogeniidae Palombi, 1928 - Super-famille des Periceloidea Bahia, Padula & Schrödl, 2017 - Famille des Pericelidae Laidlaw, 1902 - Famille des Prosthiostomidae Lang, 1884 - Famille des Pseudocerotidae Lang, 1884 - Super-famille des Pseudocerotoidea Faubel, 1984 - Famille des Euryleptididae Faubel, 1984 - Famille des Laidlawiidae Herzig, 1905 - Famille des Stylochoididae Bock, 1913 - Famille des Stylostomidae Dittmann, Cuadrado, Aguado, Noreña & Egger, 2019 - Famille des Pseudoceridae, acceptée comme Pseudocerotidae Lang, 1884 - Super-famille des Cestoplanoidea Poche, 1925 (le nom n'est plus utilisé) - Famille des Theamidae, acceptée comme Theamatidae Marcus, 1949 - Famille des Euryleptidae Lang, 1884 , acceptée comme Euryleptidae Stimpson, 1857 - Super-famille des Prosthiostomoidea Bahia, Padula & Schrödl, 2017 , acceptée comme Prosthiostomidae Lang, 1884 - Genre Platydendron Simonetta & Delle-Cave, 1978 † | Selon la classification de Faubel : - Ditremagenioidea Palombi, 1928 - Ditremageniidae Palombi, 1928 - Euryleptoidea Lang, 1884 - Euryleptidae Lang, 1884 - Euryleptididae Faubel, 1984 - Laidlawiidae Herzig, 1905 - Prosthiostomidae Lang, 1884 - Opisthogenioidea Palombi, 1928 - Opisthogeniidae Palombi, 1928 - Pseudocerotoidea Lang, 1884 - Amyellidae Faubel, 1984 - Anonymidae Lang, 1884 - Boniniidae Bock, 1923 - Chromoplanidae Bock, 1922 - Diposthidae Woodworth, 1898 - Pericelidae Laidlaw, 1902 - Pseudocerotidae Lang, 1884 - Stylochoididae Bock, 1913 |

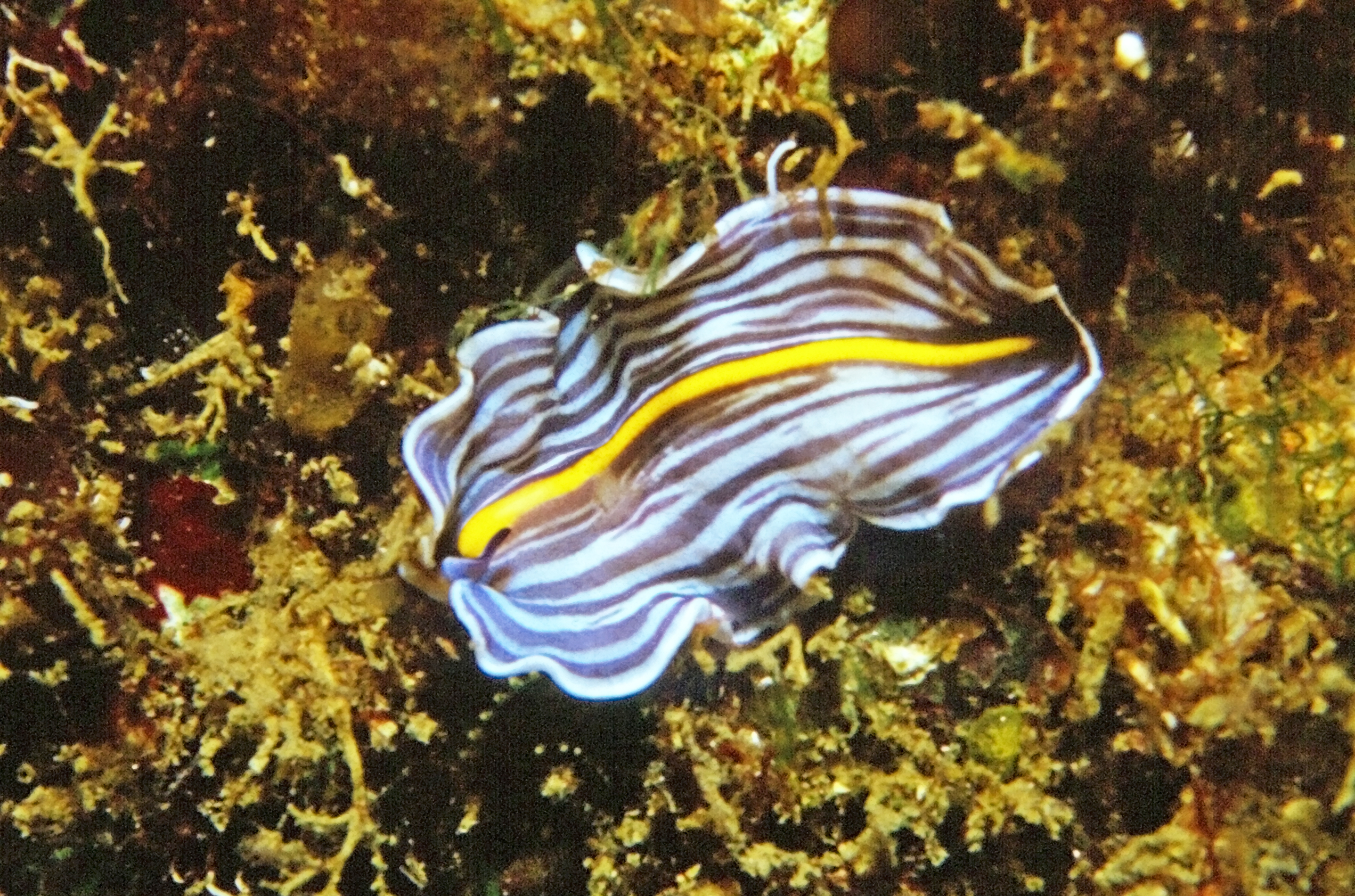
Prostheceraeus giesbrechtii, un Euryleptidae
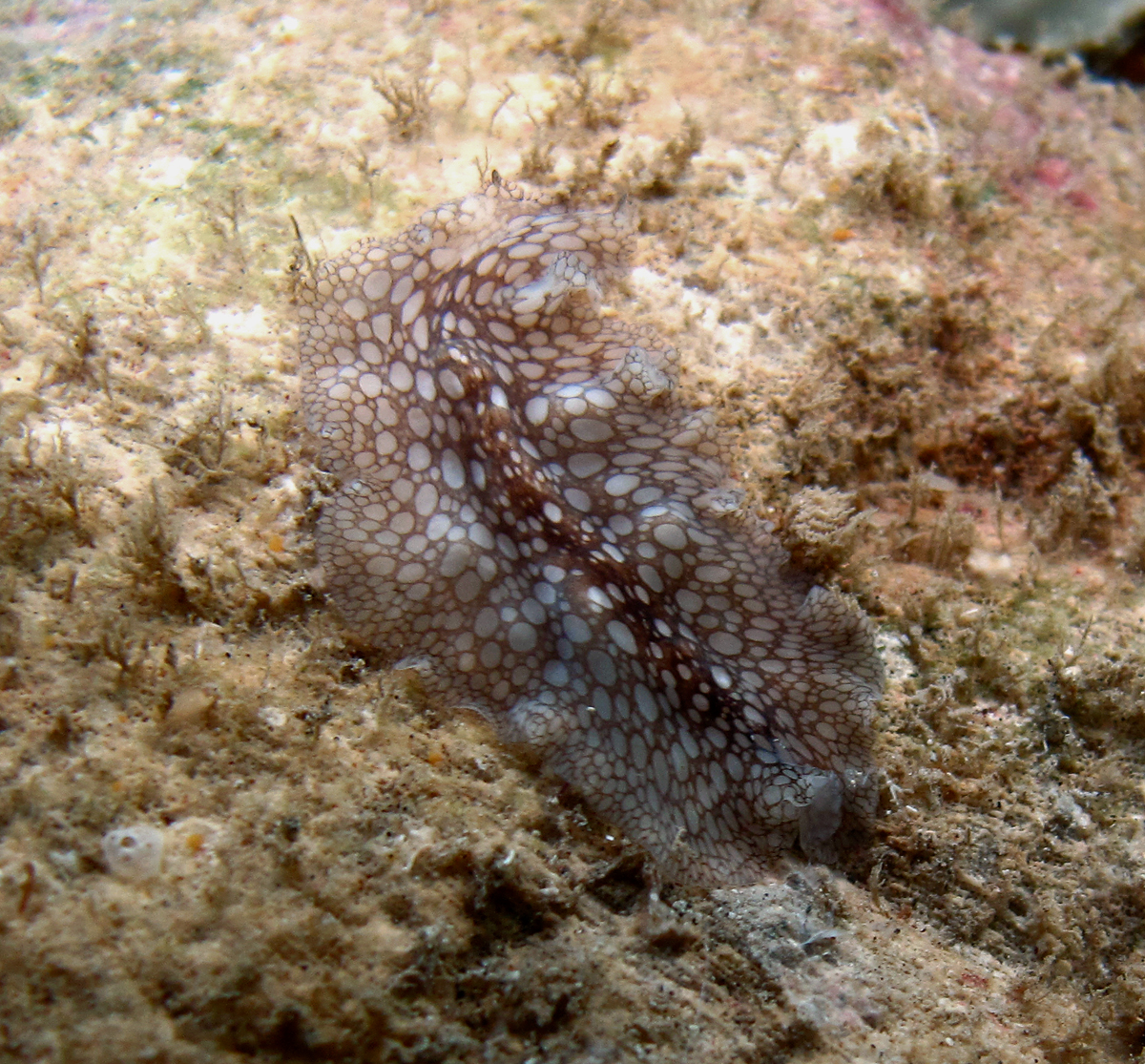
un Pericelis sp., Pericelidae
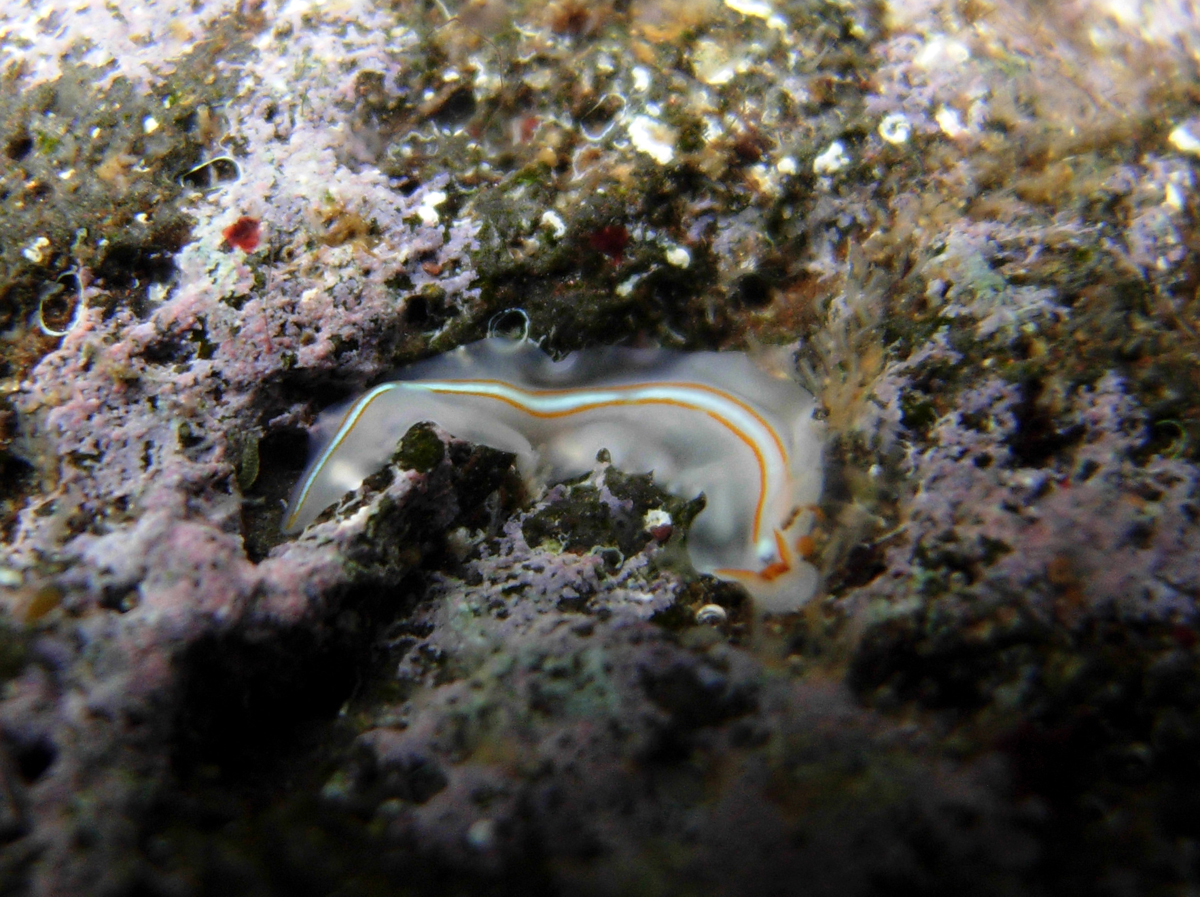
Prosthiostomum cf. trilineatum, un Prosthiostomidae
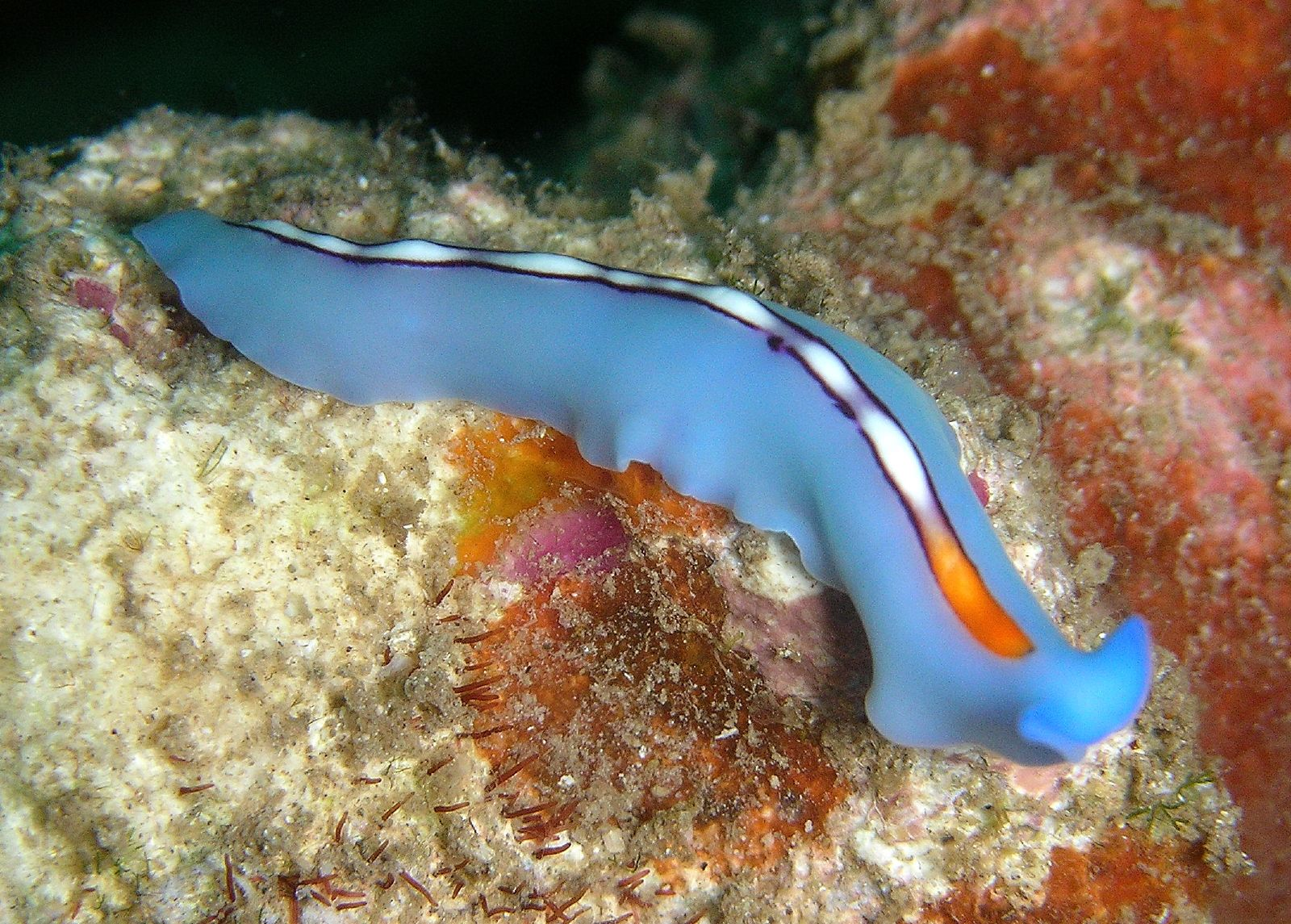
Pseudoceros liparus, un Pseudocerotidae
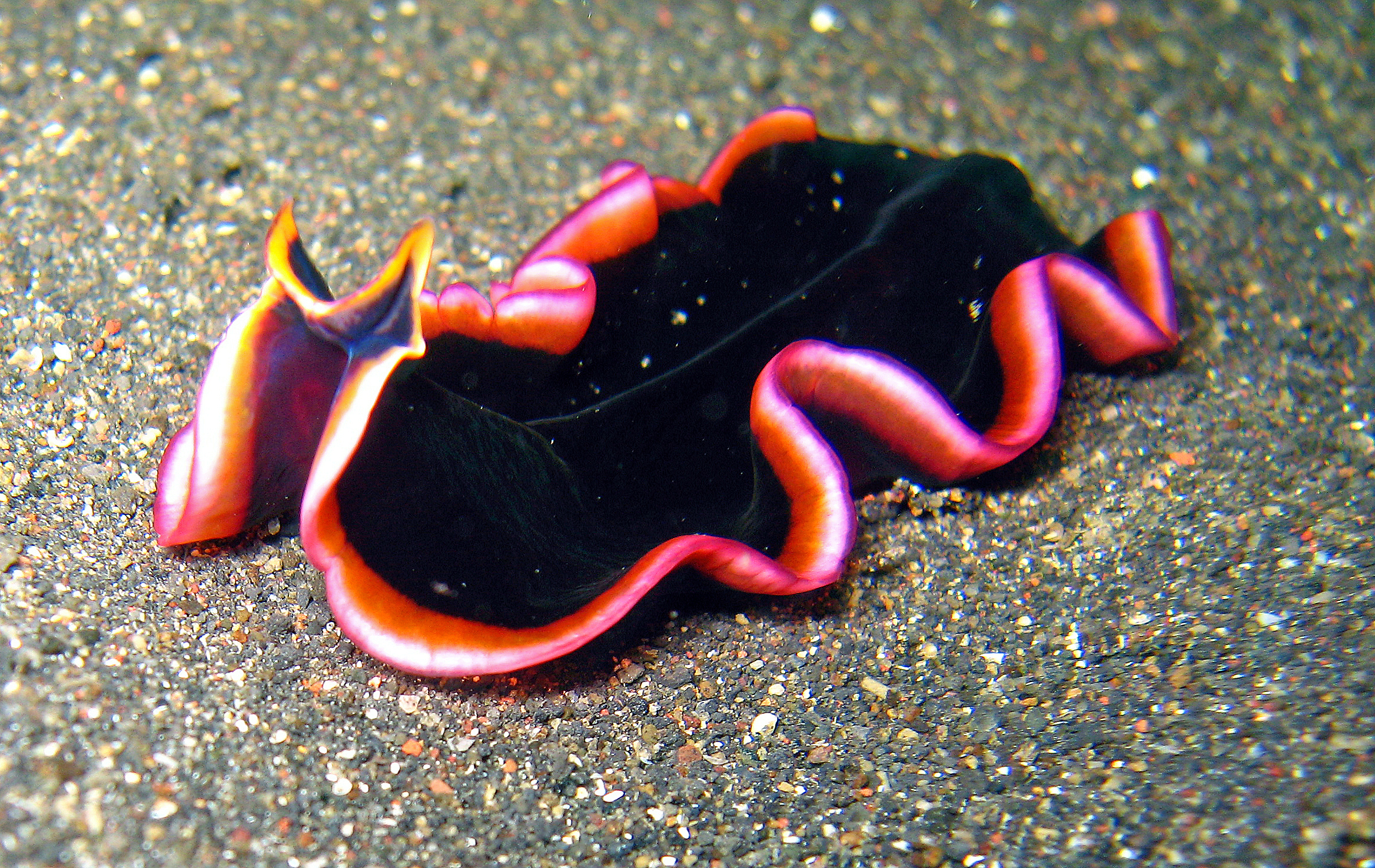
Pseudobiceros hancockanus